# MacGyver/Staffel 1
Die erste Staffel der US-amerikanischen Action-Fernsehserie MacGyver umfasst 22 Episoden und wurde in den Vereinigten Staaten 1985/86 erstausgestrahlt, in Deutschland verteilt über mehrere Jahre von 1987 bis 1994.

## Episoden
| Nr. (ges.) | Nr. (St.) | Deutscher Titel                   | Originaltitel            | Erstausstrahlung USA | Deutschsprachige Erstausstrahlung (D) | Regie                         | Drehbuch                                                                       |
| --- | --------- | --------------------------------- | ------------------------ | -------------------- | ------------------------------------- | ----------------------------- | ------------------------------------------------------------------------------ |
| 1 | 1         | Explosion unter Tage              | Pilot                    | 29. Sep. 1985        | 29. Aug. 1987                         | Alan Smithee                  | Thackary Pallor                                                                |
| Eröffnungssequenz: MacGyver erklimmt ein Hochplateau in Zentralasien und befreit dort nach der Sicherstellung eines Raketenbauteils einen Gefangenen aus der Gewalt feindlicher Soldaten. Haupthandlung: In einer unterirdischen Forschungsanlage in New Mexico ereignen sich Explosionen, durch die auch die beiden Spitzenforscher Marlowe und Steubens im dritten Untergeschoss eingeschlossen werden. Weil ein dabei leckgeschlagener Schwefelsäuretank die Grundwasserreinheit bedroht, soll die Anlage in wenigen Stunden mittels Natriumhydroxid und Raketenbeschuss zerstört werden. Auf dem Weg zu den Eingeschlossenen etliche explosionsbedingte Hindernisse überwindend, können MacGyver und eine Angestellte das Säureleck mit Schokolade schließen und Steubens als Verursacher der Explosionen überführen, die er zur Vereitelung der missbräuchlichen Verwendung seiner Forschungsergebnisse ausgelöst hatte.                                                              |           |                                   |                          |                      |                                       |                               |                                                                                |
| 2 | 2         | Goldbroiler MacGyver              | The Golden Triangle      | 6. Okt. 1985         | 5. Okt. 1994                          | Paul Stanley, Donald Petrie   | Dennis R. Foley, Terry Nation                                                  |
| Eröffnungssequenz: MacGyver verhindert auf einem Schrottplatz die unerlaubte Weitergabe von geheimen Pentagon-Dokumenten und befreit sich dabei aus einer für seine Ermordung missbrauchten Schrottpresse. Haupthandlung: Im Auftrag des Pentagon stellt MacGyver in einem Dorf in Burma einen Kanister Spezialgift sicher, der – ebenso wie einige Waffen – aus einem abgeschossenen US-Frachtflugzeug stammt. Dort hilft er auch Mohnbauern dabei, sich mit einigen Tricks und mit Hilfe der Waffen aus der Unterdrückung durch gewalttätige Opiumhändler zu befreien. |           |                                   |                          |                      |                                       |                               |                                                                                |
| 3 | 3         | Die Diebin von Budapest           | Thief of Budapest        | 13. Okt. 1985        | 19. Sep. 1987                         | Lee H. Katzin, John Patterson | Terry Nation, Stephen Downing, Joe Viola                                       |
| Eröffnungssequenz: MacGyver entwendet einen wertvollen, gestohlenen Schimmel aus der Gewalt der Diebe, auch mit Hilfe eines Hubschraubers. Haupthandlung: In Budapest möchte MacGyver eine Taschenuhr mit Geheiminformationen von einem Agenten erhalten, dem die auch vom KGB beanspruchte Uhr aber vor seinem Tod von der jungen Zigeunerin Jana gestohlen wird. Sie gibt die Uhr an ihren Bruder weiter, ehe dieser verhaftet wird. Nachdem MacGyver und Jana den Bruder aus dem Gefängnis befreit haben, erhält MacGyver die Uhr zurück. MacGyver, Jana und ihre Verwandten flüchten vor Polizei und KGB über die Staatsgrenze, indem sie sich mit Autos unter die Teilnehmer einer Rallye mischen. |           |                                   |                          |                      |                                       |                               |                                                                                |
| 4 | 4         | Schnappschüsse mit Folgen         | The Gauntlet             | 21. Okt. 1985        | 2. Apr. 1988                          | Lee H. Katzin                 | Stephen Kandel                                                                 |
| Eröffnungssequenz: MacGyver entwendet aus einem Gebäude einer orientalischen Stadt eine Landkarte mit Geheiminformationen und schließt damit ein Loch in dem Heißluftballon, mit dem er vor den Verfolgern flüchtet. Haupthandlung: MacGyver ist in Mittelamerika, um die schon lange dort arbeitende Journalistin Kate im Auftrag ihres Zeitungsverlegers zurückzuholen. Vor der gemeinsamen Abreise hilft er ihr beim Dokumentieren eines illegalen Geschäfts, bei dem der Waffenhändler Dave Ryerson Waffen an den General Vasquez verkauft, der die Regierungsübernahme anstrebt. Mit den Beweisfotos flüchten MacGyver und Kate vor den Soldaten von Vasquez in Richtung mexikanische Grenze. Dem Zugriff durch die Soldaten am Grenzfluss entziehen sie auch durch zu Bomben umfunktionierten Fässern. |           |                                   |                          |                      |                                       |                               |                                                                                |
| 5 | 5         | 60 Millionen an der Angel         | The Heist                | 3. Nov. 1985         | 31. Okt. 1987                         | Alan Smithee                  | James Schmerer, Idee: Larry Alexander, James Schmerer                          |
| Auf den Jungferninseln stiehlt der kriminelle Spielcasino-Boss Roger Caitlin einem Kurier eines US-Senators Diamanten im Wert von 60 Millionen Dollar. Mit der Senatorentochter Chris beginnt MacGyver mit der Wiederbeschaffung der Diamanten. Nachdem er sich von Caitlin als Spielbetrüger hat überführen lassen, erkennt er, dass die Diamanten nicht dort sind, sondern in Caitlins Penthouse. Nach Herbeiführung eines Ablenkungsmanövers im Casino und Manipulation der Überwachungskameras kann MacGyver unbemerkt in das Apartment gelangen. Den Tresor öffnet er mit der Akustik von Sektgläsern, die Diamanten befördert er durch das Regenfallrohr aus dem Gebäude. Anschließend durch Caitlin gefangen genommen, befreien MacGyver und Chris sich und die Diamanten, indem sie mit einem Auto an einem Fallschirm aus Caitlins Flugzeug abspringen. |           |                                   |                          |                      |                                       |                               |                                                                                |
| 6 | 6         | Der Ameisenkrieg                  | Trumbo’s World           | 10. Nov. 1985        | 26. Sep. 1987                         | Donald Petrie, Lee H. Katzin  | Stephen Kandel                                                                 |
| Eröffnungssequenz: MacGyver flüchtet mit einer von ihm befreiten Geologin aus einem baskischen Bergdorf über einen Wildwasserfluss. Haupthandlung: MacGyver begleitet den befreundeten Ornithologen Charlie bei einer Expedition in den Dschungel am Amazonas-Oberlauf, um dort rätselhaftes Verhalten von Vögeln zu untersuchen. Sie gelangen zur Plantage des Kakaofarmers Trumbo und entdecken als Ursache für das abnorme Vogelverhalten eine riesige Wanderameisenkolonie, die auch die Farm bedroht. Beim Fotografieren stirbt Charlie unter den Ameisen. Nachdem die meisten von Trumbos Arbeitern geflohen sind, verteidigt MacGyver mit Trumbo die Farm gegen die Ameisen. Nach zwei erfolglosen Versuchen bleibt ihnen nur die Sprengung des Wasserdamms zur Überflutung des gesamten Farmgeländes. |           |                                   |                          |                      |                                       |                               |                                                                                |
| 7 | 7         | Kleine Fische, große Fische       | Last Stand               | 17. Nov. 1985        | 12. Okt. 1994                         | John Florea                   | Judy Burns                                                                     |
| Auf einem abgelegenen Regionalflugplatz wird MacGyver zusammen mit einigen Angestellten von Geldräubern gefangen genommen, die auf ihr Fluchtflugzeug warten und einen Wachmann erschießen. Mit den anderen Gefangenen versucht er vor den Gangstern zu flüchten. Dazu verwendet er auch einige selbstgebastelte Sprengsätze. Eingesperrt in einem Kühlraum, sprengt er das Schloss durch frierendes Wasser auf. Mit den anderen Gefangenen verhindert er die Flucht der Gangster. |           |                                   |                          |                      |                                       |                               |                                                                                |
| 8 | 8         | Fackeln                           | Hellfire                 | 27. Nov. 1985        | 14. Nov. 1987                         | Richard Colla                 | Stephen Kandel, James Schmerer, Douglas Brooks West, Idee: Douglas Brooks West |
| MacGyver besucht seine Freunde Laura und Bill, die auf einem abgelegenen Stück Land einen Ölbohrturm betreiben und damit gerade auf eine Gasblase gestoßen sind. Das ausströmende Gas entzündet sich unplangemäß. Da Rettungsleute nicht früh genug verfügbar sind, wollen sie das Feuer selbst mit einer Sprengung löschen. Zu dem Zweck besorgen sich MacGyver und Bill einige Kisten Dynamit aus einem stillgelegten Erzbergwerk. Da es überlagert ist, läuft Nitroglyzerin aus und muss es die meilenlange, bergige Strecke langsam und vorsichtig transportiert werden. Schließlich gelingt ihnen damit die zielgerichtete Sprengung, sodass das Feuer erlischt. |           |                                   |                          |                      |                                       |                               |                                                                                |
| 9 | 9         | Der verlorene Sohn                | The Prodigal             | 8. Dez. 1985         | 12. Dez. 1987                         | Alexander Singer              | David Abramowitz, Idee: David Abramowitz, Paul Savage                          |
| Der Drogenhändler Joey Bennett möchte seinen Bruder Frank ermorden, um dessen ihn belastende Aussage bei der Staatsanwaltschaft zu vereiteln. MacGyver, an den sich Frank zuvor hilfesuchend gewendet hat, bewahrt ihn vor dem Tod. Damit sich Frank von seiner sterbenden Mutter verabschieden kann, sorgt MacGyver – unter anderem, indem er im Justizgebäude Brandgeruch unter Verwendung von Brausepulver und Trockeneis vortäuscht – für Franks Freikommen aus der polizeilichen Schutzhaft. Anschließend begibt sich Frank wissentlich in eine von Joey gestellte Falle, um die Mutter letztmals zu sehen, und flieht mit MacGyver und dessen improvisierter Seilbahn vor Joey und dessen Killern. |           |                                   |                          |                      |                                       |                               |                                                                                |
| 10 | 10        | Zielscheibe MacGyver              | Target MacGyver          | 22. Dez. 1985        | 17. Okt. 1994                         | Lee H. Katzin, Ernest Pintoff | Stephen Kandel, Mike Marvin, James Schmerer, Idee: Mike Marvin                 |
| Eröffnungssequenz: MacGyver befreit eine gefangene Generalin aus der Gewalt Bewaffneter in einem Strandhaus. Haupthandlung: Im Auftrag der US-Regierung sprengt MacGyver eine für kriminelle Zwecke dienliche Chemiefabrik im Nahen Osten. Weil er dabei erkannt wurde und nun deshalb sein Leben in Gefahr ist, taucht er nach seiner Rückkehr nach L.A. unter, indem er seinen Großvater Harry in den Bergen Colorados besucht. Der auf MacGyver angesetzte Auftragsmörder Axminster und dessen schwerbewaffnete Komplizen spüren ihn dort aber auf und jagen ihn und Harry durch die Wildnis. Dabei werden die Jäger aber durch einige von den Gejagten gestellte Hinterhalte aufgehalten – darunter durch selbstgebastelte Sprengsätze aus Naturharz und Zapfen –, dezimiert und schließlich in einer Geisterstadt vollends überwältigt. |           |                                   |                          |                      |                                       |                               |                                                                                |
| 11 | 11        | Sechs Stunden bis zur Ewigkeit    | Nightmares               | 15. Jan. 1986        | 27. Mai 1989                          | Cliff Bole                    | James Schmerer                                                                 |
| Im Hafen von San Pedro trifft MacGyver den befreundeten Regierungsbeamten Pete Thornton und hilft ihm dabei, einen Mikrofilm mit Geheiminformationen vor Killern sicherzustellen. Nachdem MacGyver wegen des Auftauchens der Killer von Pete getrennt wurde, wird ihm von den Killern ein Serum injiziert, das zunehmend Halluzinationen, Desorientierung und, beginnend nach sechs Stunden, seinen Tod verursacht. Solange er bis dahin die Informationen nicht herausgibt, wird ihm das Gegenserum verweigert. Er flüchtet aus der Gefangenschaft der Killer und arbeitet mit der jungen Anglerin Lisa daran, die Killer zu bekämpfen und das Gegenserum sicherzustellen, das er schließlich rechtzeitig einnimmt. |           |                                   |                          |                      |                                       |                               |                                                                                |
| 12 | 12        | Ein unsichtbarer Gegner           | Deathlock                | 22. Jan. 1986        | 3. Okt. 1987                          | Cliff Bole, Alexander Singer  | Jerry Ludwig, Stephen Kandel                                                   |
| Eröffnungssequenz: MacGyver lässt sich nach einem Auftrag in Ostberlin von Komplizen in einem Sarg über die innerdeutsche Grenze schmuggeln (hier ist der Deutsche Schauspieler Wolfgang Völz in einem Gastauftritt zu sehen). Haupthandlung: Der Auftragskiller Quayle lockt MacGyver und dessen Kollegen Pete und Karen in ein mit zahlreichen Fallen ausgerüstetes Haus, um sie aus Rache an MacGyver zu töten. Karen fungiert insgeheim als Maulwurf und spioniert für den vom Keller aus operierenden Quayle. MacGyver überlistet Quayle, unter anderen durch Täuschung zweier Selbstschussanlagen. Nachdem MacGyver Karens doppeltes Spiel erkannt und sie zu seiner Komplizin gemacht hat, locken sie Quayle aus seinem Versteck heraus in eine Falle, indem sie ihm den Strom abstellen. |           |                                   |                          |                      |                                       |                               |                                                                                |
| 13 | 13        | Alte Freundschaften               | Flame’s End              | 29. Jan. 1986        | 10. Okt. 1987                         | Bruce Seth Green              | Stephen Kandel, Idee: Hannah Louise Shearer                                    |
| MacGyvers Jugendfreundin Amy Austin, leitende Angestellte in einem Nuklearforschungsunternehmen, wendet sich hilfesuchend an MacGyver, nachdem ihr Vorgesetzter ermordet wurde und sie sich nun ebenfalls auf der Abschussliste sieht. MacGyver hilft Amy dabei, Unterlagen im Unternehmensgelände sicherzustellen, die Beweise für das Verschwinden von 30 kg Uran enthalten. Sie können sich aus der für radioaktiven Schlamm bestimmten Entsorgungszwischenkammer befreien, in die sie zu ihrer Ermordung gesperrt wurden. Nachdem sich der Mitangestellte Tim Wexler und der Polizeichef Ed Train ihnen gegenüber als verantwortlich für den von Profitgier getriebenen Urandiebstahl zu erkennen gegeben haben, löst Train versehentlich den Beginn einer Kernschmelze aus, die MacGyver und Amy in letzter Minute durch Öffnen eines Kühlwasserventils abbrechen können. |           |                                   |                          |                      |                                       |                               |                                                                                |
| 14 | 14        | Wenn Bomben ticken                | Countdown                | 5. Feb. 1986         | 17. Okt. 1987                         | Stan Jolley                   | David Ketchum, Tony DiMarco                                                    |
| Ein Erpresser namens „Wikinger“ hat auf einem Kreuzfahrtschiff, das gerade im Nordpazifik kreuzt, Bomben installiert und fordert vom Staat eine Millionensumme Geld, damit er ihm beim Entschärfen hilft. Bei einer zur Demonstration gezündeten Bombe stirbt der Kapitän. MacGyver trifft mit seinem alten Bombenentschärfungskollegen Charlie auf dem Schiff ein, um die Bomben zu entschärfen, die mit mehreren chemischen, elektrischen und mechanischen Auslösern konstruiert sind. Nachdem Charlie durch die Explosion einer Bombe gestorben ist, arbeitet MacGyver mit der ersten Offizierin kooperativ an der Entschärfung der restlichen zwei Bomben, welche letztlich gelingt. Durch die Bestandteile der Bomben erkennt MacGyver, dass es sich beim „Wikinger“ um Donahue handelt, der mit Pete in der Einsatzzentrale arbeitet und das bei der Geldübergabe an sich genommen hat. Die Handlung hält sich eng an den britischen Spielfilm 18 Stunden bis zur Ewigkeit von 1974. |           |                                   |                          |                      |                                       |                               |                                                                                |
| 15 | 15        | Spitzel aus den eigenen Reihen    | The Enemy Within         | 12. Feb. 1986        | 24. Okt. 1994                         | Cliff Bole                    | David Abramowitz                                                               |
| Vier Agenten der Organisation, dessen Leiter Pete gerade geworden ist, sind ermordet worden. MacGyver hilft in Zusammenarbeit mit der Überläuferin Viktoria Tomanova dabei, den als Verursacher dafür vermuteten Maulwurf in der Organisation zu enttarnen. Bei einem Symposion nutzt der russische Agent Lem insgeheim einen Pfarrer dazu aus, Tomanova zu ermorden. MacGyver vereitelt Tomanovas Ermordung, woraufhin Lem den Pfarrer ermordet. Die wahre Überläuferin ist Ingrid Bannister, die als Lems Auftraggeberin ihren Mann Craig, zugleich MacGyvers Kollege, so hypnotisiert, dass er imstande ist, MacGyver und Tomanova zu ermorden. Dies jedoch kann MacGyver in letzter Minute verhindern. |           |                                   |                          |                      |                                       |                               |                                                                                |
| 16 | 16        | Liebe kennt keine Grenzen         | Every Time She Smiles    | 19. Feb. 1986        | 21. Nov. 1987                         | Charlie Correll               | James Schmerer                                                                 |
| MacGyver möchte einen Mikrofilm mit hochbrisanten Geheiminformationen aus Bulgarien heraus schmuggeln, verliert ihn aber am Flughafen an den Major Stepan Frolov vom Staatssicherheitsdienst. Dabei kommt er zudem in Kontakt mit Frolovs amerikanischer Ex-Freundin Penny Parker, die geschwätzig und kindlich-naiv ist und von der Frolov noch wertvollen Schmuck zurückfordert. In Frolovs Wohnung entwendet MacGyver den auf einer Postkarte klebenden Mikrofilm. Da auf dem Film auch Frolov persönlich belastende Informationen enthalten sind, wechselt Frolov die Seiten und flieht mit MacGyver und Penny über die griechische Grenze. |           |                                   |                          |                      |                                       |                               |                                                                                |
| 17 | 17        | Ein einfacher Auftrag             | To Be a Man              | 5. März 1986         | 8. Apr. 1989                          | Cliff Bole                    | Don Mankiewicz                                                                 |
| MacGyver ist in einem Düsenjäger im pakistanisch-afghanischen Grenzgebiet unterwegs, um einen abgestürzten US-Satelliten zu finden. Nachdem sein Jet durch die Rote Armee abgeschossen wurde und er die Geheiminformationen aus dem Satelliten geborgen hat, wird er auf der Flucht vor afghanischen Milizionären verletzt und von einem afghanischen Jungen zu dessen Mutter gebracht, die ihn versteckt und gesund pflegt. Bei seiner abermaligen Entdeckung verschont er einen sowjetischen Unteroffizier vor dem Tod. Dieser revanchiert sich, indem er MacGyver, der Mutter und dem Sohn die Flucht über die Grenze nach Pakistan ermöglicht. |           |                                   |                          |                      |                                       |                               |                                                                                |
| 18 | 18        | Das hässliche Entlein             | Ugly Duckling            | 12. März 1986        | 24. Okt. 1987                         | Charlie Correll               | Larry Gross                                                                    |
| Ein ehemaliger Professor MacGyvers hat mit seiner Studentin Kate einen Fehler im Leitsystem eines neuartigen US-Boden-Luft-Raketentyps entdeckt. Waffenhändler wollen ihn zur Ausnutzung seiner Kenntnisse entführen und töten ihn dabei versehentlich. Deshalb entführen sie ersatzweise Kate. Nachdem sie den Waffenhändlern das Leitsystem repariert hat, befreit MacGyver sie und verhindert mit ihr gemeinsam, dass die Händler zwei der Raketen probeweise gegen zivile Ziele einsetzen können. Während der Zusammenarbeit verhilft MacGyver Kate zu mehr Selbstvertrauen, sodass sie sich nicht mehr als hässliches Entlein betrachtet. |           |                                   |                          |                      |                                       |                               |                                                                                |
| 19 | 19        | Halt auf freier Strecke           | Slow Death               | 2. Apr. 1986         | 7. Nov. 1987                          | Don Weis                      | Stephen Kandel                                                                 |
| Während MacGyver zusammen mit etlichen, westlichen Ausländern in einem Personenzug durch einen nicht von der Regierung kontrollierten Teil Indiens unterwegs ist, wird der Zug von Dorfbewohnern überfallen und an der Weiterfahrt gehindert. 26 der Bewohner des Dorfs sind nach der Einnahme einer Medizin gestorben, die der Dorfklinik von zwei westlichen Ausländern verkauft wurden. Die Geiselnehmer nehmen die Fahrgäste gefangen und wollen die beiden, darunter vermuteten Schuldigen identifizieren und als Bestrafung exekutieren. Die Fahrgäste werden dem Test mit einem von MacGyver improvisierten Lügendetektor unterzogen, sodass die Schuldigen ermittelt werden, von denen einer bei einem Fluchtversuch stirbt. |           |                                   |                          |                      |                                       |                               |                                                                                |
| 20 | 20        | Die Flucht                        | The Escape               | 16. Apr. 1986        | 19. März 1988                         | Don Chaffey                   | Stephen Kandel                                                                 |
| Als MacGyver in einem nordafrikanischen Kloster aushilft, nimmt er den Auftrag der Amerikanerin Kate an, ihren Bruder Brian aus dem Hochsicherheitstrakt des Militärgefängnisses zu befreien, in das er, angeblich als politischer Gefangener, gesperrt wurde. MacGyver lässt sich verhaften, indem er zwei Polizisten provoziert, und kommt in das Gefängnis. Dort arbeitet er, unterstützt von einem Mithäftling, an einem Ausbruchsplan für Brian. Er täuscht die Wachleute durch simulierte Hubschraubergeräusche, und löst einige Explosionen aus, die er unter einem Vorwand vorbereitet hat. Nachdem der Ausbruch gelungen ist, enthüllen Brian und Kate, dass Kate vom sowjetischen Ministerium für Außenhandel kommt und sie Brian hat befreien lassen, um sich von ihm zu einem versteckten Waffenlager führen zu lassen. MacGyver und Kate vereiteln kooperativ, dass Brian die Waffen an sich nimmt, indem sie das Waffenlager sprengen.                                       |           |                                   |                          |                      |                                       |                               |                                                                                |
| 21 | 21        | Hinter der Mauer                  | A Prisoner of Conscience | 30. Apr. 1986        | 1. Nov. 1994                          | Cliff Bole                    | Stephen Kandel                                                                 |
| MacGyver hilft Pete dabei, in Moskau die Tochter Maria seines totgeglaubten Freunds Alexander Karsov vor der Ergreifung durch die russische Geheimpolizei zu schützen. Daraufhin enthüllt sie, dass ihr Vater, dessen Kontakt ins Ausland von den Behörden entdeckt worden war, doch nicht tot ist, sondern als politischer Häftling in der Psychiatrie eines Krankenhauses nahe Leningrad gefangengehalten wird. Pete und MacGyver, sich als Arzt und Patient ausgebend, und später auch Maria als Job-Interessentin, befreien Alexander daraufhin aus der Psychiatrie und fliehen mit ihm. |           |                                   |                          |                      |                                       |                               |                                                                                |
| 22 | 22        | Ein Killer mit tausend Gesichtern | The Assassin             | 7. Mai 1986          | 28. Nov. 1987                         | Charlie Correll               | James Schmerer                                                                 |
| MacGyver und Pete können den Auftragskiller Piedra dingfest machen, der gewöhnlich Callgirls für seine Kurierdienste benutzt. Nachdem er die als Callgirl benutzte Schwester von Terry Ross ermordet hat, lässt sich Terry von ihm als Kurierin benutzen, um ihn aus Rache zu töten. MacGyver gibt sich im Auftrag der Regierung als Piedra aus, um dessen nächsten Auftraggeber zu ergreifen, und nutzt Terrys Hilfe zur Ergreifung Piedras, der unterdessen aus der staatlichen Haft entflohen ist und seinen nächsten Mord vorbereitet, den Mord an einem Erzbischof. MacGyver gelingt es in letzter Minute, den Mord zu verhindern und Piedra zu überwältigen, wobei dieser durch eine seiner eigenen Waffen stirbt. |           |                                   |                          |                      |                                       |                               |                                                                                |